# John Blish

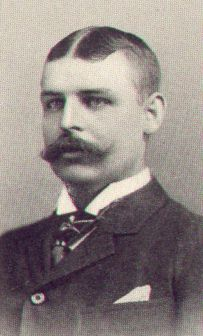
John Bell Blish

John Blish – amerykański wynalazca.
John Blish był komandorem marynarki wojennej USA. Otrzymał w 1915 roku patent na wynalazek, który dotyczył zamka półswobodnego broni. W zamku tym opóźnione samootwarcie (wskutek zmniejszenia współczynnika tarcia między ryglem a trzonem zamkowym) następuje po obniżeniu ciśnienia gazów prochowych (Efekt Blisha). 
Współpracował z Johnem T. Thompsonem i jego zespołem od 1916 roku nad konstrukcją broni automatycznej w której został zastosowany zamek samoodryglowujący się jego pomysłu. Dzięki współpracy powstało kilka modeli broni automatycznej, dające początek całej rodzinie pistoletów maszynowych Thompson.